# محاسبة ارتجاعية
المحاسبة الارتجاعية هي نوع محدد من «الإصدار بعد الإنتاج»، وهي وسيلة لحساب تكلفة المنتج، تستخدم في بيئة تشغيل الإنتاج المبرمج، والتي يتأخر فيها حساب التكلفة حتى تجهز البضائع. تؤخر المحاسبة الارتجاعية تسجيل التكاليف حتى حصول الأحداث، ثم تستخدم التكاليف المعيارية لحساب تكلفة التصنيع بطريقة ارتجاعية. والنتيجة هي التخلص من التتبع المُفصل للتكاليف. قد يتأخر تدوين الدفاتر اليومية لحسابات الجرد إلى أن يكتمل المنتج أو حتى إلى وقت البيع. تستخدم التكاليف المعيارية لتحديد تكاليف الوحدات عند تدوين الدفاتر اليومية. توجد خطوتان لإجراء المحاسبة الارتجاعية: تتضمن الخطوة الأولى إرسال تقرير بالجزء المُنتج، ما يعني زيادة الكمية الموجودة من هذا الجزء المنتج. تتخلص الخطوة الثانية من جرد جميع الأجزاء المكونة. تؤخذ أرقام الأجزاء المكونة وكمياتها من مكونات المواد الخام القياسية. يوفر هذا الوقت والجهد عن الطريقة التقليدية التي تتضمن تحويل كل جزء من المكونات إلى أمر عمل منفصل عادةً، وتساعد على استلام الأجزاء المنتهية من المخزن، ثم إعادة أي مكونات غير مستخدمة إلى المخزن.
يجادل البعض في أن المحاسبة الارتجاعية تبسط التكلفة لأنها تتجاهل نغيرات العمل والعمل الجاري. تطبق المحاسبة الارتجاعية عندما يكون وقت دورة العمل قصيرًا نسبيًا ومستويات التخزين منخفضة.
لا تكون المحاسبة التراجعية مناسبة عندما تكون عملية الإنتاج طويلة، واعتبر هذا عيبًا رئيسيًا في تصميم هذا المفهوم. وقد لا يكون مناسبًا إن كانت فاتورة المواد لا تقتصر على قطع السلع، بل أيضًا على العديد من الأجزاء التي تُستهلك بكميات متغيرة. إن كانت الأجزاء ذات الاستهلاك المتغير قليلة، مثل الشحم أو الحبر المستخدم في طباعة الملصقات على المنتج، يمكن تعيين الكميات المستهلكة إلى مراكز تكلفة لا تعتمد على المنتج عند سحبها من المخازن (إصدار ما قبل الإنتاج)، ويمكن فيما بعد أن تختصر في النهاية إلى منتجات أو مجموعات منتجات محددة، مثل أي نفقة عامة أخرى أو غير مباشرة. قد تظهر صعوبات في الحفاظ على مخازن مناسبة على أرضية المتجر إن كان من المعتاد استخدام مواد أو كميات بديلة دون الحاجة لتعويض النقص. ولهذا، عندما يكون نظام الإنتاج أكثر تعقيدًا، يفضل استخدام نظام تنفيذ التصنيع الذي يشتمل على بيانات إنتاج حقيقية وقادر على إرسال بيانات دقيقة إلى برامج المحاسبة أو إلى نظام تخطيط موارد المؤسسة، ويسجل إصدار البضائع. ولذلك، ومقارنةً بفاتورة المواد المعيارية، يؤخذ التنوع في الاستهلاك بعين الاعتبار، ويعين إلى المنتج الصحيح وأمر الإنتاج ومكان العمل المناسبين. توجد ميزة أخرى في استخدام نظام تنفيذ التصنيع، وهي أنه يتتبع الإنتاج قيد التنفيذ وحالة العمل في الوقت الحالي. عيب نظام تنفيذ التصنيع أنه لا يناسب السلاسل الصغيرة أو إنتاج النماذج الأولية. ويجب فصل هذا النوع من الإنتاج من إنتاج السلسلة والإنتاج الضخم.

## معنى الارتجاع
الارتجاع هو وسيلة متابعة دائمة للمخزون من منظور المحاسبة المالية. ما زالت شركات الأعمال الصغيرة التي تحتوي مخازنها على عناصر أقل تنوعًا تستخدم نظام التخزين الدوري. لا يتطلب نظام التخزين الدوري تتبعًا يوميًا للتخزين المادي. لا يمكن تعقب السلع وتكلفة البضائع المبيعة والمخزن الحالي حتى نهاية مدة زمن المحاسبة في التخزين المادي ومقارنة المخزونات النهائية بكل السلع والمخزون في البداية. يمكن حساب المخزون النهائي باستخدام وسائل محاسبة التخزين (الوارد أولًا يصرف أولًا) أو (الوارد آخرًا يصرف أولًا) أو وسائل أخرى أقل شيوعًا. تعتبر نهاية الشهر نهاية الفترة المحاسبية عادة، وإلا لا يمكن حساب بعض الضرائب، مثل ضريبة القيمة المضافة. الجرد الشهري هو العيب الأساسي لنظام التخزين الدوري. ومن العيوب الأخرى أنه يتطلب أيضًا تلاؤمًا بين سجلات محاسبة الإدارة والمحاسبة المالية شهريًا.
الفرق الرئيسي بين الجرد الدوري والجرد الدائم هو أن الجرد الدائم لا يحتفظ بتوازن الجرد باستخدام الحسابات التخزينية، بل يدون المدخلات كلها مباشرة في حسابات النفقات. والمبدأ هو: الناتج = المخزون الأولي + المدخلات – المخزون النهائي.
يقاس المخزون من خلال الجرد في نهاية مدة المحاسبة: حساب أصول المخزون = حساب النفقات.